# IC 2502
IC 2502 ist eine Spiralgalaxie vom Hubble-Typ S im Sternbild Leo Minor am Nordsternhimmel. Sie ist schätzungsweise 671 Millionen Lichtjahre von der Milchstraße entfernt.
Das Objekt wurde am 2. April 1900 von Stéphane Javelle entdeckt.